# Ácido isocrotónico
Ácido isocrotónico (o ácido quartenilico) es el cis análogo del ácido crotónico. Es un aceite, que posee un olor similar a la de azúcar moreno. Se hierve a 171.9 °C, concomitante con la conversión en ácido crotónico. La isomerización es completa cuando el ácido cis se calienta a 170-180 °C en un tubo sellado.